# Erdélyi udvari főkapitányok listája
Az Erdélyi Fejedelemségben az udvari főkapitány (supremus capitaneus aulae) az udvari hadaknak, azaz a fejedelem állandó seregének a főparancsnoka volt. Néha csak az udvari lovasság főkapitánya (capitaneus equitum aulae) címet viselte. Másik megnevezése a fejedelem
udvari familiárisainak kapitánya (capitaneus aulae familiarium Illustrissimi principis) volt. Hatásköre különbözött az ország generálisáétól, aki a teljes hadsereget vezette; több esetben azonban ugyanaz a személy töltötte be mindkét tisztséget.

## Az udvari főkapitányok listája
| Név             | Tisztségviselés ideje | Egyéb tisztségei az időszakban                                            |
| --------------- | --------------------- | ------------------------------------------------------------------------- |
| Bánffy György   | 1572–1573, 1575       | a fejedelmi tanács tagja                                                  |
| Kamuthy Balázs  | 1576–?                |                                                                           |
| Geszti Ferenc   | 1583–?                |                                                                           |
| Király Albert   | 1592                  |                                                                           |
| Sibrik Gáspár   | 1593, 1599            |                                                                           |
| Bethlen Gábor   | 1609–1612             | az ország generálisa, a fejedelmi tanács tagja, Hunyad vármegye főispánja |
| Bethlen Farkas  | 1614–1618             | a fejedelmi tanács tagja                                                  |
| Bethlen István  | 1618                  |                                                                           |
| Zólyomi Dávid   | 1627–1633             | az ország generálisa                                                      |
| Bornemisza Pál  | 1636–1644             | az ország generálisa                                                      |
| Kemény János    | 1645–1657, 1575       | az ország generálisa                                                      |
| Sebessi Miklós  | 1657                  |                                                                           |
| Barcsai Mihály  | 1662–1683             |                                                                           |
| Gyulaffy László | 1684–?                |                                                                           |
| Sándor Gáspár   | 1690                  |                                                                           |
| Vay Ádám        | 1703–?                |                                                                           |